# Méthionine synthase
La méthionine synthase, ou 5-méthyltétrahydrofolate-homocystéine méthyltransférase est l'enzyme qui catalyse la dernière étape de la biosynthèse de la méthionine à partir de l'homocystéine et du 5-méthyltétrahydrofolate (5-CH3-FH4) à l'aide d'un cofacteur, la cobalamine, ou vitamine B12, qui reçoit temporairement le méthyle du 5-CH3-FH4 pour former de la méthylcobalamine.
Chez l'homme, elle est codée par le gène MTR,. 
Elle assure la production de méthionine, un acide aminé, à partir de l'homocystéine. Elle fait également partie du cycle de biosynthèse et de régénération de la S-adénosylméthionine.